# Eternamente tua/Chi s'annammora 'e te (1974)
Eternamente tua/Chi s'annammora 'e te è un singolo di Mario Merola pubblicato nel 1974.

## Storia
Il disco, che contiene due cover di brani, è un 45 giri inciso da Mario Merola.
Gia nel 1970 Merola incise il 45 giri omonimo, Eternamente tua/Chi s'annammora 'e te, con marchio Edibi (EDF 111000), contenente appunto gli stessi brani.

## Tracce
Lato A
- Eternamente tua (Di Domenico - Annona)

Lato B
- Chi s'annammora 'e te (Schiano - Alfieri)

## Incisioni
Il singolo fu inciso su 45 giri, con marchio Storm (SR 713).